# Anelosimus tungurahua
Anelosimus tungurahua là một loài nhện trong họ Theridiidae.
Loài này thuộc chi Anelosimus. Anelosimus tungurahua được miêu tả năm 2006 bởi Agnarsson.